# Tembisa
Tembisa är en stad i den sydafrikanska provinsen Gauteng. Tembisa hade 463 109 invånare vid folkräkningen 2011